# Бабушкин, Израиль Борисович
Израиль Борисович (Сруль Беркович) Бабушкин (1 апреля 1864, Киев, Российская империя — 12 декабря 1931, Париж, Франция) — российский сахарозаводчик, меценат, купец первой гильдии, промышленник, банкир, писатель. Директор Садовского и Богатовского сахарных заводов Российской Империи. Основатель «Paris-Banque».

## Биография
Родился 1 апреля (по старому стилю) 1866 года в Киеве, в семье остёрского мещанина Берки Гирш-Лейбовича Бабушкина и Блюмы-Паи Бабушкиной. Работал директором Садовского и Богатовского сахарных заводов Российской Империи. 24 марта 1889 года в Киеве заключил брак с Верой Вольфовной Марьям.
В 1911—1912 годах Израиль Борисович Бабушкин по проекту архитектора М. Клуга на ул. Тверской, 7 построил хирургическую больницу и бесплатную амбулаторию. Она была открыта для всех нуждающихся, как евреев, так и неевреев.
Ночью 13 октября 1916 года, по предписанию высших военных властей, распорядившихся произвести у И. Б. Бабушкина и Ю. Г. Гепнера обыск и, независимо от результатов его было наказано их арестовать. Аресты Бабушкина и Гепнера произвел «ошеломляющее впечатление на киевских сахарозаводчиков и вызвали в городе сенсацию»). Первое свидание с семьей Бабушкину разрешили только 5 февраля 1917 года, но следствие на то время ещё не окончилось. Его, как и других сахарозаводчиков, обвинили, что он немецкий агент, но при министре юстиции Добровольском сфальсифицированное дело было прекращено «по Высочайшему повелению». Освобождён Бабушкин был 22 февраля 1917 года.
В 1920 году после свержения власти царя и экспроприаций собственности эмигрировал во Францию.
В 1921 году основал «Paris-Banque».
Похоронен на кладбище Банье.

## Публикации
- Бабушкин, Израиль Борисович. По вопросу о снабжении войск провиантом в связи с интересами сельских хозяев / И. Б. Бабушкин. — Киев : тип. П. Барского, 1897. — 28 с.; 15.
- Бабушкин, Израиль Борисович. По поводу проекта закона о мерах к увеличению выработки сахара / И. Бабушкин. — Киев : тип. Р. К. Лубковского, 1916. — 19 с.; 25.
- Бабушкин, Израиль Борисович. Разруха сахарной промышленности / [И. Бабушкин]. — Киев : Скоропеч. М. В. Глезера, 1916. — 13 с.; 21.